# Булган (Ховд)

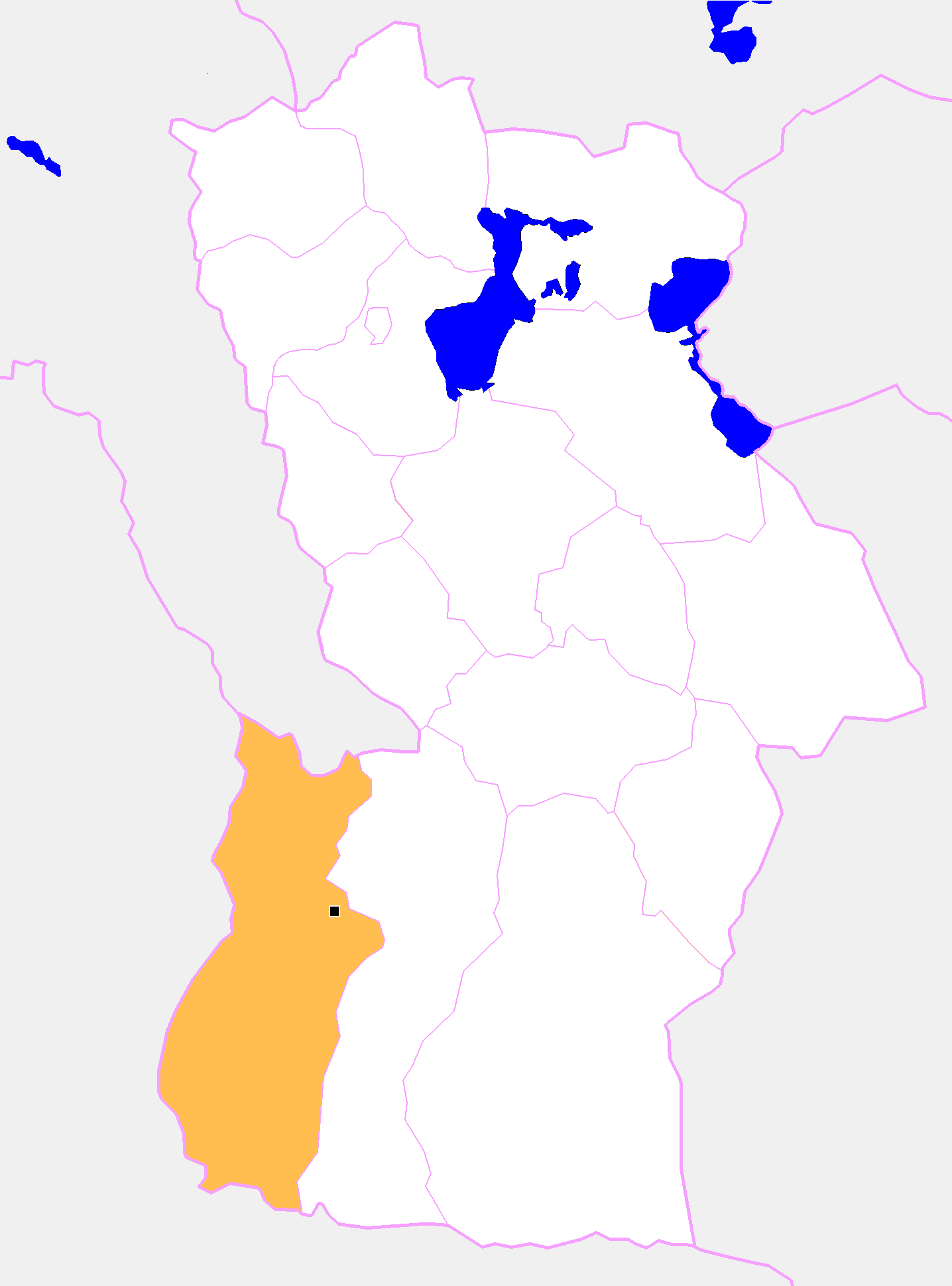
Сомон Булган аймака Ховд

Булган (монг. Булган) — сомон монгольского аймака Ховд. Центр сомона находится в посёлке Бурэнхайрхан в 400 км от центра аймака города Кобдо, от столицы страны Улан-Батора до него — 1800 км.
Численность населения — 9 266 человек. Основную его часть составляют торгуты (80 %), следующая по значению национальность — казахи, составляющие 9 % от населения сомона..

## Описание

### Рельеф
1. Баруун Хуурай,
2. Нарийн хар,
3. Будуун,

Реки:
1. Булган,
2. Улиастай,
3. Баян[2].

### Климат
Климат резко континентальный. Средняя температура января −20 °С, июля +25 °С, ежегодная многолетняя норма осадков 150 мм.

### Фауна
На территории сомона встречаются архары, олени, снежные барсы.

### Хозяйство и культура
В сомоне имеется школа, больница, торгово-культурные центры.